# ルスラン・ハズブラートフ
ルスラン・イムラノヴィチ・ハズブラートフ（ロシア語: Русла́н Имра́нович Хасбула́тов、ラテン文字転写の例：Ruslan Imranovich Khasbulatov、チェチェン語: Хасбола́ти Имра́ни кIант Руслан、1942年11月22日 - 2023年1月3日）は、ロシアの政治家、経済学者。エリツィン時代前期にロシア最高会議議長を務めた。チェチェン人。経済学博士。

## 経歴

### ソ連崩壊まで
1942年ソビエト連邦ロシア連邦共和国のチェチェン・イングーシ自治共和国の首都グローズヌィに生まれる。1944年スターリンによるチェチェン人の強制移住が実行されたが、ハズブラートフの家族もその対象となり、家族全員がカザフスタンに強制移住させられた。ハズブラートフは、14歳から働かざるを得ず、労働の合間に夜間学校で学んだ。1960年カザフ大学経済学部に入学。その後モスクワ大学法学部に移り、1967年に同大学を卒業した。この間、1966年にはソ連共産党に入党している。1970年モスクワ大学大学院を修了し、経済学博士号を取得した。
1970年からコムソモール中央委員会宣伝部に勤務。その後は、ソ連科学アカデミー社会科学情報研究所、高級学校問題研究所、プレハーノフ国民経済大学で学究生活を送る。エリツィンとは、1987年から行動を共にしている。1990年にロシア連邦共和国人民代議員に選出された。同年6月に最高会議第一副議長に選出されたが、これは、エリツィンが議会並びに国内の少数民族の支持を得るためにハズブラートフを選んだためである。1991年6月ロシア大統領選挙でエリツィンが選出されると、9月に後任の最高会議議長に選出される。ソ連8月クーデターでは、エリツィンらとロシア最高会議ビル（ホワイトハウス）に立てこもり、クーデター側と対峙した。なお、この年には共産党を離党している。

### エリツィン政権
ソ連崩壊後、エリツィン政権の下で、ハズブラートフの政治的位置は、次第に反エリツィンに傾斜していった。経済改革をめぐり、エリツィン側近のエゴール・ガイダルやアナトリー・チュバイスら急進改革派と一線を画すようになり、彼ら若手改革派を「ピンクのパンツを履いた坊やたち」と揶揄していた。元来、ハズブラートフは、政治家としては政治的力量は未熟であり、性格的にも、敵対者に対決的に過ぎた。
しかも、ハズブラートフは政治的野心を肥大化させ、最高会議内で旧共産党保守派などと提携して、エリツィン政権の急進改革路線に反対する発言者の役を演じるようになっていった。

### モスクワ騒乱事件
このような状況で1992年6月、自由ロシア人民党（党首、アレクサンドル・ルツコイ副大統領）ロシア民主党（党首、ニコライ・トラフキン人民代議員）、「刷新」（代表、アルカジー・ヴォリスキーロシア産業・企業家同盟会長）の中道三派は、政治ブロック「市民同盟」を結成し議会内で一大勢力を築き、エリツィン政権の急進改革派を辞任に追い込んだ。ハズブラートフは、ルツコイともに反エリツィンの立場で提携し、エリツィンとロシア議会の対立は激化していった。
ハズブラートフとエリツィンの対立を決定的にしたのが、1993年9月の彼のテレビ発言だった。「大統領は当てにできない。どうしようもないどん百姓だ。（人差し指で喉をたたきながら＝酔っ払いのジェスチャー）これさえあれば、あいつはどんな大統領令にも署名する」。このハズブラートフの発言はエリツィンの逆鱗に触れ、9月21日に訪日を直前に控えた彼は、「大統領令1400号」を公布。超法規的に現行憲法を停止した上でロシア人民代議員大会及び最高会議を解散し、議会を中心とする反エリツィン陣営の除去に取りかかった。
ハズブラートフは、最高会議の緊急会議を召集し、ルツコイに大統領全権を付与し、10月3日、最高会議ビルに立てこもって抵抗した。しかし、8月クーデターの再現とはならず、ゲンナジー・ブルブリスの指揮のもとロシア政府軍の圧倒的な攻撃により、10月4日抵抗は失敗した（モスクワ騒乱事件、10月政変とも）。ルツコイ、ハズブラートフは逮捕され、レフォルトヴォ刑務所に収容された。

### その後
1994年ハズブラートフは恩赦によって釈放され、故郷のチェチェンに戻る。1995年8月紛争調停に当たり、チェチェン独立派のドゥダーエフ大統領の退陣を求めた。
2023年1月3日に80歳で死去。